# 爆笑問題&日本国民のセンセイ教えて下さい!
爆笑問題&日本国民のセンセイ教えて下さい!（ばくしょうもんだいアンドにほんこくみんのせんせいおしえてください!）は、2003年以降テレビ朝日・朝日放送テレビ（ABCテレビ）の共同制作で放送されていた討論バラエティ番組である。
年2回（春、秋）、19時から21時48分までの3時間放送であり、教師、医療、政治家などをテーマにしてそれを基に各界の著名人、国会議員らのパネリストが激しい論争を展開している。番組の放送はテレビ朝日発、また番組スポンサーのセールスはテレビ朝日とABCが共同で行っている。

## 出演者

### 司会
- 爆笑問題（太田光・田中裕二）
- 上山千穂（テレビ朝日アナウンサー、アシスタント、第8回以降）

過去の司会
- 小池栄子
- 宮川俊二

※第3回はテレビ朝日の丸川珠代アナウンサー（当時）が担当した。

### パネラー
- ラサール石井
- 伊集院光
- えなりかずき

過去のパネラー
- 浜田幸一
- 橋下徹
- 和希沙也
- 飯島愛
- 宮崎哲弥

### ナレーション
- 奥田民義
- 上村典子

## 放送日
| 回数  | 放送日         | 視聴率 |
| ----- | -------------- | ------ |
| 第1回 | 2003年9月23日  |        |
| 第2回 | 2004年3月22日  |        |
| 第3回 | 2004年9月28日  |        |
| 第4回 | 2005年3月29日  |        |
| 第5回 | 2005年10月4日  |        |
| 第6回 | 2006年4月4日   | 15.0%  |
| 第7回 | 2006年10月10日 | 8.8%   |
| 第8回 | 2009年9月27日  | 9.7%   |

補足
- 放送日は火曜日に固定されており、第2回のみ概ねの政治家が出演している『ビートたけしのTVタックル』が放送されていた月曜日[1]に放送されたことがあった。
- またこの火曜日のレギュラー編成（特番時は除く）では19時台・テレビ朝日、20時台・ABC、21時台・テレビ朝日[2]に制作局区分して編成されていた。

## 主なスタッフ

### 第7回までのスタッフ
- チーフプロデューサー：板橋順二（テレビ朝日）、岩田潤（ABC）
- プロデューサー：藤井智久（テレビ朝日）/竹下やすし（テレコムスタッフ、教師篇）、湯浅健司（IVSテレビ、医師, 国会議員篇）
- チーフディレクター：高橋良行（テレビ朝日）、吉川知仁（ABC）/柴田昌彦（テレコムスタッフ、教育篇）、錦信次・中根三美（IVSテレビ、医師, 国会議員篇）
- ディレクター：船引貴史（テレビ朝日）、伊藤拓哉・佐々木匡哉（ABC）/奥田朋之・和知比路子・佐藤恭（教育篇）、西川竜介・三好剛・山本健太郎（医師, 国会議員篇）
- 構成：そーたに、町田裕章、秋葉高彰、野口悠介/木村仁（教育篇）、新田英生・内田裕士・山際良樹・金沢英明（医師, 国会議員篇）
- リサーチ：フォーミュレーション（教育篇）、熊沢祐樹・平野貴久・山下和規（医師, 国会議員篇）
- 技術協力：ヴイ・ビジョンスタジオ、クリア、IMAGICA
- 美術協力：テレビ朝日クリエイト、フジアール
- 制作協力：テレコムスタッフ、IVSテレビ制作

### 復活SPのスタッフ
- 構成：そーたに、町田裕章、秋葉高彰、野口悠介、山際良樹、竹田慎
- リサーチ：加藤勇樹
- TM：戸塚信也（テレビ朝日）
- TD/SW：栗林克夫
- カメラ：西村佳晃
- 音声：江尻和茂（テレビ朝日）
- クレーン：深谷勝成
- 照明：小松武久（テレビ朝日）
- VE：永洞栄子（テレビ朝日）
- 美術デザイン：小山晃弘・近藤千春（テレビ朝日）
- 美術進行：金原典代
- 大道具：田口泰久
- 小道具：塚谷将朗
- モニター：鈴木久
- 電飾：鈴木絢
- バルーン：橋本隆
- 装飾：松井達彦
- メイク：水上摂子
- CG：福田隆之（テレビ朝日）
- 編集：柳本浩一（IMAGICA）
- MA：小笠原恭司（IMAGICA）
- 音効：サウンドエッグノッグ
- TK：宇田直美
- 編成：松野良紀（テレビ朝日）、石橋義史（ABC）
- 宣伝：井上裕子（テレビ朝日）
- 放送統括：中尾有希子（テレビ朝日）
- デスク：中川千波（テレビ朝日）
- AD：吉富大輔（テレビ朝日）、佐藤智治（安寿）、由利仁
- ディレクター：長縄亮・山野辺聖勝・鈴木浩晃・三井保夫（安寿）、若山一朗（One's One）、名渕崇
- チーフディレクター：森和樹（ABC）、山田直子（安寿）
- プロデューサー：荒井祥之・鈴木忠親（テレビ朝日）、辻史彦（ABC）、菅沼和美（安寿）、東海伸治（One's One）
- ゼネラルプロデューサー：藤井智久・高橋良行（テレビ朝日）
- チーフプロデューサー：吉川知仁（ABC）
- 制作協力：安寿、One's One
- 制作著作：テレビ朝日、ABC